# Sujeo
Sujeo (hangul: 수저; uttal: /sudʑɘː/) är det koreanska ordet för en uppsättning bestick som vanligen används när man äter koreansk mat. Ordet är ett teleskopord skapat av orden sutgarak (숟가락, sked) och jeotgarak (젓가락, ätpinnar). Både skeden och pinnarna är av metall.

## Beskrivning
Sujeo-besticken inkluderar ett par ovala eller rundade/rektangulära ätpinnar av metall (ofta rostfritt stål), samt en långskaftad sked av samma material. Ibland kan skeden ensamt kallas för sujeo.

## Etikett
Man kan använda både pinnar och sked samtidigt, vilket händer ibland i modern snabbätning av mat. Det räknas inte som god sed i Sydkorea att hålla skeden och ätpinnarna samtidigt (i samma hand), åtminstone i närvaro av äldre personer. Maten äts oftast endast med hjälp av ätpinnarna.
Ätpinnarna kan läggas ner på bordet. De ska enligt god etikett aldrig stoppas ner i maten och lämnas stående – särskilt inte ihop med ris; ett sådant beteende anses skänka otur, eftersom det liknar matgåvor som man skänker till en avliden släkting. Skeden kan läggas ner i risskålen – eller soppskålen – om den är oanvänd. Eftersom mat i Korea äts fort, och portionerna är små, ägnas liten tid åt att lägga ner besticken.

## Etuin
Sujeo-etuin i papper eller väv har ofta varit försedda med inbroderade symboler för ett långt liv. Dessa har givits som gåvor, speciellt vid koreanska bröllop. Numera säljs de som turistsouvenirer.